# Cooper T77
Chronologie des modèles (1965 - 1968)
Cooper T73 Cooper T81
La Cooper T77 est une monoplace de Formule 1 engagée en Championnat du monde de Formule 1 1965 et pilotée par Bruce McLaren et Jochen Rindt pour le compte de l'écurie officielle Cooper Car Company. En Championnat du monde de Formule 1 1968, Silvio Moser dispute le Grand Prix automobile de Grande-Bretagne 1968 sur une Cooper T77 dotée d'un moteur Automobili Turismo e Sport en lieu et place du bloc Coventry Climax, pour le compte de l'écurie privée Charles Vögele Racing.

## Historique
En 1965, Bruce McLaren termine neuvième du championnat du monde avec 10 points, devant Jack Brabham et derrière Mike Spence. Jochen Rindt termine treizième avec 4 points, devant Pedro Rodríguez et derrière Joseph Siffert. Côté constructeurs, Cooper Car Company termine cinquième avec 14 points devant Honda Racing F1 Team et derrière la Scuderia Ferrari.
En 1968, Silvio Moser participe au Grand Prix de Grande-Bretagne avec une Cooper T77 équipée d'un moteur Automobili Turismo e Sport. Parti vingtième, il ne termine pas la course à cause d'un problème de pression d'huile.